# 3984 Chacos
3984 Chacos (1984 SB6) là một tiểu hành tinh vành đai chính được phát hiện ngày 21 tháng 9 năm 1984 bởi H. Debehogne ở Đài thiên văn Nam Âu.